# Kotanaikanahalli, Tiptur
Kotanaikanahalli là một làng thuộc tehsil Tiptur, huyện Tumkur, bang Karnataka, Ấn Độ.